# The Last of Us (franquicia)
The Last of Us es una serie de videojuegos de acción y aventura, así como una franquicia multimedia, creada por Naughty Dog y publicada por Sony Interactive Entertainment. La serie está ambientada en unos Estados Unidos devastados por humanos caníbales infectados por un hongo mutado del género Cordyceps. Sigue a varios sobrevivientes, entre ellos Joel, un contrabandista que perdió a su hija durante el brote; Ellie, una joven inmune a la infección; y Abby, una soldado que se involucra en un conflicto entre su milicia y un culto religioso. Los juegos utilizan una perspectiva en tercera persona, en la que el jugador combate contra humanos hostiles y criaturas caníbales mediante el uso de armas de fuego, armas improvisadas y sigilo.
El director del juego Bruce Straley y el director creativo Neil Druckmann lideraron la producción del primer juego, The Last of Us, que fue lanzado para la PlayStation 3 en junio de 2013 y para la PlayStation 4 en julio de 2014. Una expansión de contenido descargable, The Last of Us: Left Behind, fue lanzada en febrero de 2014 y sigue la historia de Ellie y su mejor amiga Riley. Druckmann continuó liderando la producción de la secuela, The Last of Us Part II, que fue lanzada para la PlayStation 4 en junio de 2020, para la PlayStation 5 en enero de 2024 y para Windows en abril de 2025. Un remake del primer juego, titulado The Last of Us Part I, fue lanzado para la PlayStation 5 en septiembre de 2022 y para Windows en marzo de 2023.
La serie ha recibido aclamación crítica y ha ganado numerosos premios, incluidos varios reconocimientos como mejor juego del año; el primer juego ha sido catalogado como uno de los mejores videojuegos jamás creados y el segundo ganó más de 320 premios a mejor juego del año. Las entradas de la serie se encuentran entre las más vendidos de la PlayStation 3 y la PlayStation 4. La franquicia ha vendido más de 37 millones de copias hasta enero de 2023. Las sólidas ventas y el respaldo a la serie llevaron a la expansión de la franquicia a otros medios, incluidos un cómic en 2013, un espectáculo en vivo en 2014, una adaptación televisiva para HBO, una mansión encantada de Universal Studios en 2023, un juego de mesa de Themeborne en 2024 y un próximo juego de mesa de CMON.

## Medios

### Juegos
| 2013 | The Last of Us                    |
| 2014 | The Last of Us: Left Behind       |
| 2014 | The Last of Us Remastered         |
| 2015 |                                   |
| 2016 |                                   |
| 2017 |                                   |
| 2018 |                                   |
| 2019 |                                   |
| 2020 | The Last of Us Part II            |
| 2021 |                                   |
| 2022 | The Last of Us Part I             |
| 2023 |                                   |
| 2024 | The Last of Us Part II Remastered |

The Last of Us fue lanzado para la PlayStation 3 el 14 de junio de 2013. Una versión remasterizada, titulada The Last of Us Remastered, fue lanzada para la PlayStation 4 en julio de 2014. Veinte años después de perder a su hija Sarah durante el brote del hongo mutante Cordyceps, Joel recibe la tarea de escoltar a Ellie, una adolescente inmune a la infección, a través de unos Estados Unidos devastados para que el grupo revolucionario conocido como Luciérnagas pueda potencialmente crear una cura. A lo largo de su viaje, ambos se vuelven cercanos después de experimentar varios eventos traumáticos. Tras llegar a Salt Lake City, Ellie es preparada para una cirugía que implicará matarla. Reacio a dejarla morir, Joel lucha hasta llegar al quirófano, mata al cirujano principal y lleva a la inconsciente Ellie a un lugar seguro. Cuando ella despierta, Joel le miente, diciéndole que los intentos de crear una cura habían fracasado.
The Last of Us: Left Behind fue lanzado para la PlayStation 3 el 14 de febrero de 2014. Es un contenido descargable que fue incluido en The Last of Us Remastered para la PlayStation 4 en 2014 y que fue lanzado como como una expansión independiente para la PlayStation 3 y la PlayStation 4 el 12 de mayo de 2015. Está ambientada tres semanas antes de los eventos del juego principal, siguiendo a Ellie mientras pasa tiempo con su mejor amiga Riley en un centro comercial abandonado en Boston. Riley revela que ha sido asignada a un grupo de Luciérnagas en otra ciudad. Ellie, entre lágrimas, le ruega que no se vaya; ella accede y se arranca el colgante de las Luciérnagas, lo que lleva a Ellie a besarla. Son atrapadas por infectados y resultan mordidas. Consideran brevemente dispararse para evitar que la infección las controle, pero deciden pasar sus últimas horas juntas.
The Last of Us Part II fue lanzado para la PlayStation 4 el 19 de junio de 2020. Una versión remasterizada, titulada The Last of Us Part II Remastered, fue lanzada para la PlayStation 5 en enero de 2024 y para Windows en abril de 2025. Cuatro años después de los eventos del primer juego, Abby Anderson rastrea y mata a Joel en venganza por asesinar a su padre, el cirujano principal de las Luciérnagas. Ellie y su novia Dina parten hacia Seattle para encontrarla. A lo largo de tres días, Ellie mata a varios amigos de Abby, mientras esta entabla una amistad con Lev, quien ha sido considerado apóstata tras desafiar las tradiciones del culto religioso llamado Serafitas. Después de que Abby descubre que sus amigos han muerto, rastrea a Ellie y la somete, pero la perdona a petición de Lev. Varios meses después, Ellie y Dina viven en una granja. Ellie decide buscar nuevamente a Abby en Santa Bárbara; allí descubre que ella y Lev han sido capturados y la fuerza a pelear. Ellie logra someterla, pero cambia de opinión y la deja vivir. Abby y Lev parten en un bote hacia las Luciérnagas, mientras que Ellie regresa a la granja y la encuentra vacía.
The Last of Us Part I fue lanzado para la PlayStation 5 el 2 de septiembre de 2022 y para Windows el 28 de marzo de 2023. Es un remake del primer juego, con jugabilidad revisada, inteligencia artificial mejorada, mejor rendimiento y opciones de accesibilidad ampliadas.

### Otros medios
| 2013 | American Dreams          |
| 2014 | One Night Live           |
| 2015 |                          |
| 2016 |                          |
| 2017 |                          |
| 2018 |                          |
| 2019 |                          |
| 2020 |                          |
| 2021 |                          |
| 2022 |                          |
| 2023 | Televisión – temporada 1 |
| 2023 | Halloween Horror Nights  |
| 2024 | Escape the Dark          |
| 2025 | Televisión – temporada 2 |
| TBA  | The Board Game           |

Una serie limitada de cómics, The Last of Us: American Dreams, fue publicada por Dark Horse Comics de abril a julio de 2013. Escrita por el director creativo del juego, Neil Druckmann, e ilustrada por Faith Erin Hicks, los cómics sirven como una precuela del juego, narrando el viaje de una Ellie y una Riley más jóvenes. En The Last of Us: One Night Live el 28 de julio de 2014, el elenco del videojuego realizó una lectura en vivo de escenas seleccionadas en Santa Mónica; acompañados de música en vivo por Gustavo Santaolalla, el compositor del juego. La actuación fue presentada y dirigida por Druckmann, con gráficos de Alex Hobbs.
En el día de The Last of Us en septiembre de 2020, CMON anunció que estaba desarrollando The Last of Us: The Board Game, un juego de mesa basado en la serie que se enfocaría en la exploración, la narrativa y los elementos de supervivencia. Un juego de mesa diferente, The Last of Us: Escape the Dark, fue anunciado en noviembre de 2022, producido por Naughty Dog y Themeborne; el juego permite que hasta cinco jugadores intenten alcanzar un lugar seguro mientras exploran ubicaciones del juego. Fue lanzado en Estados Unidos a través de Asmodee el 29 de noviembre de 2024.
Para celebrar el décimo aniversario del primer juego en 2023, se estableció una mansión encantada en Universal Orlando a partir del 1 de septiembre y en Universal Studios Hollywood desde el 7 de septiembre, como parte del evento Halloween Horror Nights, finalizando el 31 de octubre. En la atracción, los visitantes podían recorrer la Zona de Cuarentena de Pittsburgh junto a otros sobrevivientes, así como con Joel y Ellie, y enfrentarse a enemigos del juego, incluidos infectados, saqueadores y cazadores. Universal colaboró con Naughty Dog y Druckmann, quien sugirió la ambientación en Pittsburgh. Troy Baker y Ashley Johnson grabaron diálogos adicionales como Joel y Ellie, respectivamente. En enero de 2025, Druckmann anunció una experiencia física que permitiría a los usuarios luchar contra infectados en Seattle durante los eventos de The Last of Us Part II, utilizando armas virtuales y tecnologías inmersivas de video, audio y aromas; se exhibió por primera vez en el Consumer Electronics Show.

#### Películas canceladas
El 6 de marzo de 2014, Sony anunció que Screen Gems distribuiría una adaptación cinematográfica de The Last of Us, escrita por Druckmann y producida por Sam Raimi. Para enero de 2015, Druckmann había escrito el segundo borrador del guion y realizó una lectura con algunos actores. En abril de 2016, Druckmann declaró que la película había entrado en un «infierno del desarrollo»; en noviembre, Raimi dijo que la película estaba estancada después de un desacuerdo entre Sony y Druckmann. Los derechos fueron cedidos en 2019. Druckmann comentó que el proyecto se desmoronó porque el estudio estaba enfocado en grandes secuencias de acción, mientras que él sentía que The Last of Us se adaptaba mejor a un enfoque de cine independiente más pequeño. La actriz Maisie Williams expresó su entusiasmo por interpretar a Ellie y estuvo en conversaciones tanto con Druckmann como con Raimi para asumir el papel, mientras que Kaitlyn Dever participó en una lectura de mesa.
En enero de 2020, surgieron imágenes de una adaptación animada en cortometraje de The Last of Us realizada por la agencia de producción Oddfellows. El cortometraje de 20 minutos tenía la intención de «servir como un fuerte puente» entre el primer juego y su secuela y de «reinterpretar cada uno de los capítulos del juego con un tratamiento visual único», pero fue cancelado por Sony. En 2023, Druckmann declaró que tras el lanzamiento del primer juego había escrito una historia corta sobre la madre de Ellie, que se pensaba adaptar como un cortometraje animado, pero «se desmoronó»; más tarde fue incorporada en el noveno episodio de la adaptación televisiva.

#### Serie de televisión
En marzo de 2020, se anunció que una adaptación televisiva del juego estaba en fase de planificación en HBO; fue aprobada formalmente en noviembre de 2020. Druckmann y Craig Mazin escribieron y produjeron ejecutivamente la serie, con ambos dirigiendo episodios; mientras que otros productores ejecutivos incluyen a Carolyn Strauss y Rose Lam, al expresidente de Naughty Dog Evan Wells y a Asad Qizilbash y Carter Swan de PlayStation Productions. El programa es una coproducción entre Sony Pictures Television, PlayStation Productions, Naughty Dog, The Mighty Mint y Word Games; es la primera serie producida por PlayStation Productions. Santaolalla y David Fleming componen la banda sonora.
Está protagonizada por Pedro Pascal y Bella Ramsey como Joel y Ellie, respectivamente. Gabriel Luna interpreta a Tommy, Merle Dandridge retoma su papel como Marlene y Anna Torv interpreta a Tess. Druckmann afirmó que algunos guiones toman diálogos directamente del juego, mientras que otros se desvían; algunas de las secuencias del juego centradas en la acción fueron modificadas para enfocarse en el drama de los personajes, por sugerencia de HBO.
La filmación de la primera temporada tuvo lugar en Alberta (Canadá) desde julio de 2021 hasta junio de 2022 y se estrenó en HBO y HBO Max el 15 de enero de 2023. El 27 de enero, menos de dos semanas después del estreno de la serie, HBO renovó la serie para una segunda temporada, que fue filmada en Columbia Británica desde febrero hasta agosto de 2024 y se estrenó en abril de 2025, presentando a Isabela Merced como Dina, Young Mazino como Jesse y Kaitlyn Dever como Abby. La serie es la primera adaptación en acción real de un videojuego en recibir consideración en premios importantes, incluida una nominación al Emmy por mejor serie dramática. HBO renovó la serie para una tercera temporada el 9 de abril de 2025, antes del estreno de la segunda.

## Elenco y personajes
| Personaje  | Videojuegos                           | Videojuegos                        | Videojuegos                   | Adaptación escénica                   | Atracción turística            | Serie de televisión | Serie de televisión |
| Personaje  | The Last of Us / Part I (2013 / 2022) | The Last of Us: Left Behind (2014) | The Last of Us Part II (2020) | The Last of Us: One Night Live (2014) | Halloween Horror Nights (2023) | The Last of Us      | The Last of Us      |
| Personaje  | The Last of Us / Part I (2013 / 2022) | The Last of Us: Left Behind (2014) | The Last of Us Part II (2020) | The Last of Us: One Night Live (2014) | Halloween Horror Nights (2023) | Temporada 1 (2023)  | Temporada 2 (2025)  |
| ---------- | ------------------------------------- | ---------------------------------- | ----------------------------- | ------------------------------------- | ------------------------------ | ------------------- | ------------------- |
| Joel       | Troy Baker                            | Troy Baker                         | Troy Baker                    | Troy Baker                            | Troy Baker                     | Pedro Pascal        | Pedro Pascal        |
| Ellie      | Ashley Johnson                        | Ashley Johnson                     | Ashley Johnson                | Ashley Johnson                        | Ashley Johnson                 | Bella Ramsey        | Bella Ramsey        |
| Sarah      | Hana Hayes                            |                                    | fotografía                    | Hana Hayes                            |                                | Nico Parker         |                     |
| Tommy      | Jeffrey Pierce                        |                                    | Jeffrey Pierce                |                                       |                                | Gabriel Luna        | Gabriel Luna        |
| Tess       | Annie Wersching                       |                                    |                               | Annie Wersching                       |                                | Anna Torv           |                     |
| Robert     | Robin Atkin Downes                    |                                    |                               |                                       |                                | Brendan Fletcher    |                     |
| Marlene    | Merle Dandridge                       |                                    | Merle Dandridge               | Merle Dandridge                       |                                | Merle Dandridge     |                     |
| Bill       | W. Earl Brown                         |                                    | mencionado                    |                                       |                                | Nick Offerman       |                     |
| Henry      | Brandon Scott                         |                                    |                               |                                       |                                | Lamar Johnson       |                     |
| Sam        | Nadji Jeter                           |                                    |                               |                                       |                                | Keivonn Woodard     |                     |
| María      | Ashley Scott                          |                                    | Ashley Scott                  |                                       |                                | Rutina Wesley       | Rutina Wesley       |
| James      | Reuben Langdon                        |                                    |                               |                                       |                                | Troy Baker          |                     |
| David      | Nolan North                           |                                    |                               |                                       |                                | Scott Shepherd      |                     |
| Jerry      | Derek Phillips                        |                                    | Derek Phillips                | Annie Wersching                       |                                | Darren Dolynski     |                     |
| Frank      | sin actor                             |                                    |                               |                                       |                                | Murray Bartlett     |                     |
| Anna       | mencionada                            |                                    |                               |                                       |                                | Ashley Johnson      |                     |
| Riley      | mencionada                            | Yaani King                         |                               |                                       |                                | Storm Reid          |                     |
| Abby       |                                       |                                    | Laura Bailey                  |                                       |                                |                     | Kaitlyn Dever       |
| Dina       |                                       |                                    | Shannon Woodward              |                                       |                                |                     | Isabela Merced      |
| Jesse      |                                       |                                    | Stephen Chang                 |                                       |                                |                     | Young Mazino        |
| Lev        |                                       |                                    | Ian Alexander                 |                                       |                                |                     |                     |
| Yara       |                                       |                                    | Victoria Grace                |                                       |                                |                     |                     |
| Manny      |                                       |                                    | Alejandro Edda                |                                       |                                |                     | Danny Ramirez       |
| Owen       |                                       |                                    | Patrick Fugit                 |                                       |                                |                     | Spencer Lord        |
| Mel        |                                       |                                    | Ashly Burch                   |                                       |                                |                     | Ariela Barer        |
| Nora       |                                       |                                    | Chelsea Tavares               |                                       |                                |                     | Tati Gabrielle      |
| Isaac      |                                       |                                    | Jeffrey Wright                |                                       |                                |                     | Jeffrey Wright      |
| Seth       |                                       |                                    | Robert Clotworthy             |                                       |                                |                     | Robert John Burke   |
| Eugene     |                                       |                                    | fotografía                    |                                       |                                |                     | Joe Pantoliano      |
| Kat        |                                       |                                    | mencionada                    |                                       |                                |                     | Noah Lamanna        |
| Kathleen   |                                       |                                    |                               |                                       |                                | Melanie Lynskey     |                     |
| Perry      |                                       |                                    |                               |                                       |                                | Jeffrey Pierce      |                     |
| Marlon     |                                       |                                    |                               |                                       |                                | Graham Greene       |                     |
| Florence   |                                       |                                    |                               |                                       |                                | Elaine Miles        |                     |
| Gail       |                                       |                                    |                               |                                       |                                |                     | Catherine O'Hara    |
| Hanrahan   |                                       |                                    |                               |                                       |                                |                     | Alanna Ubach        |
| Burton     |                                       |                                    |                               |                                       |                                |                     | Ben Ahlers          |
| Elise Park |                                       |                                    |                               |                                       |                                |                     | Hettienne Park      |

## Desarrollo e historia
El trabajo preliminar en The Last of Us (2013), bajo el nombre en clave «Project Thing» o «T1», comenzó después del lanzamiento de Uncharted 2: El reino de los ladrones (2009). Por primera vez en la historia de la empresa, la desarrolladora Naughty Dog se dividió en dos equipos para trabajar en proyectos de forma simultánea; mientras un equipo desarrollaba Uncharted 3: La traición de Drake (2011), el otro comenzaba a trabajar en The Last of Us. Para gestionar eficazmente a los dos equipos, los copresidentes Evan Wells y Christophe Balestra eligieron al director del juego Bruce Straley y al director creativo Neil Druckmann para liderar el desarrollo de The Last of Us. Straley, quien comenzó a trabajar en Naughty Dog en marzo de 1999, fue seleccionado para liderar el proyecto por su experiencia y su trabajo en proyectos anteriores, mientras que Druckmann, empleado desde 2004, fue elegido por su determinación y talento para el diseño aproximadamente un año después de iniciada la producción del juego.
Mientras estaba en la universidad, Druckmann tuvo la idea de combinar la jugabilidad de Ico (2001) con una historia ambientada en un apocalipsis zombi, similar a la de La noche de los muertos vivientes (1968) de George A. Romero, y con un personaje principal parecido a John Hartigan de Sin City (1991–2000). El protagonista, un oficial de policía, tendría la tarea de proteger a una niña; sin embargo, debido a una afección cardíaca del personaje adulto, los jugadores asumirían el control de la niña con frecuencia, invirtiendo los roles. Druckmann más tarde desarrolló esta idea al crear la historia de The Last of Us. Druckmann considera dicho videojuego como una historia de madurez, en la que Ellie se adapta a sobrevivir tras pasar tiempo con Joel, además de ser una exploración de hasta dónde está dispuesto a llegar un padre para salvar a su hija. The Last of Us fue anunciado el 10 de diciembre de 2011 en los premios Spike Video Game, junto con su primer tráiler. El anuncio generó una gran anticipación en la industria de los videojuego, que los periodistas atribuyeron a la reputación de Naughty Dog. El juego no cumplió con su fecha de lanzamiento original prevista para el 7 de mayo de 2013 y fue retrasado al 14 de junio de 2013 a nivel mundial para un mayor perfeccionamiento. Para promover las ventas anticipadas, Naughty Dog colaboró con varios minoristas para ofrecer ediciones especiales del juego con contenido adicional.
Naughty Dog comenzó a desarrollar The Last of Us: Left Behind (2014) tras el lanzamiento de The Last of Us, con un equipo de aproximadamente la mitad de tamaño. Tras tomar la decisión de crear contenido descargable de un jugador, el equipo de desarrollo decidió de inmediato que la historia se centraría en el personaje de Ellie; encontraron que los jugadores de The Last of Us estaban interesados en conocer los eventos de su vida previos al juego principal, en particular aquellos relacionados con Riley Abel, a quien Ellie menciona en The Last of Us. Además, notaron que algunos jugadores tenían interés en los eventos ocurridos entre los segmentos de otoño e invierno del juego principal, en los que Ellie cuida a un Joel herido. Esto llevó al equipo a decidir contrastar estos dos eventos entre sí, considerando que ayudaría al ritmo narrativo. Straley dijo que el equipo sintió que la historia justificaba el desarrollo de The Last of Us: Left Behind. El marco de tiempo de desarrollo más corto le dio al equipo la oportunidad de probar mecánicas e ideas que no pudieron experimentar en el juego principal.
Los conceptos iniciales de la historia para The Last of Us Part II (2020) se concibieron durante la producción del primer juego. Naughty Dog comenzó su desarrollo en 2014, poco después del lanzamiento de The Last of Us Remastered (2014). Para agosto de 2017, con el lanzamiento de Uncharted: El legado perdido, todo el equipo de 350 personas de Naughty Dog se había trasladado al desarrollo de The Last of Us Part II. Druckmann lideró la producción como director creativo y guionista; coescribió la historia junto a Halley Gross. Straley dejó Naughty Dog en 2017; Anthony Newman y Kurt Margenau fueron seleccionados como codirectores de la secuela. Ambos fueron contratados durante el desarrollo de Uncharted 2: El reino de los ladrones (2009); Newman fue diseñador del sistema de combate cuerpo a cuerpo en The Last of Us y Margenau fue director de Uncharted: El legado perdido. Margenau y Newman supervisaron y aprobaron los elementos de la jugabilidad, como el diseño de niveles y las mecánicas. Durante los últimos meses de desarrollo, debido a la pandemia de COVID-19, el equipo trabajó de forma remota. En total, aproximadamente 2 169 desarrolladores de 14 estudios trabajaron en el juego.
The Last of Us Part II fue anunciado durante el evento PlayStation Experience el 3 de diciembre de 2016. El juego no cumplió con su fecha de lanzamiento original del 21 de febrero de 2020, siendo retrasado a mayo para su pulido final y luego al 19 de junio debido a problemas logísticos causados por la pandemia de COVID-19. A finales de abril, varios videos se filtraron en línea, mostrando escenas cinemáticas, jugabilidad y detalles importantes de la trama. Druckmann expresó en Twitter que estaba «desconsolado» por los admiradores y por el equipo, que había dedicado años al desarrollo. Según un informe de Jason Schreier para Kotaku, el desarrollo de The Last of Us Part II incluyó un ritmo de trabajo intensivo de jornadas de 12 horas debido a la cultura del estudio; tras el retraso del juego, los desarrolladores continuaron bajo ese ritmo durante los meses adicionales. La editorial Sony Interactive Entertainment concedió dos semanas extra de desarrollo para correcciones de errores.
La existencia de The Last of Us Part I fue reportada por primera vez en abril de 2021 por Bloomberg News. El juego fue anunciado en junio de 2022 en el Summer Game Fest. Se lanzó para la PlayStation 5 el 2 de septiembre de 2022 y para Windows el 28 de marzo de 2023. La producción fue dirigida por el director del juego Matthew Gallant y el director creativo Shaun Escayg. Gallant trabajó previamente como diseñador de combate en el juego original y en Uncharted 4: El desenlace del ladrón (2016), y se convirtió en diseñador principal de sistemas en The Last of Us Part II, donde también codirigió las funciones de accesibilidad. Escayg fue animador de cinemáticas principal en The Last of Us —su primer videojuego— y director creativo en Uncharted: El legado perdido, seguido de su trabajo como director creativo y coguionista de Marvel's Avengers (2020) en Crystal Dynamics, antes de regresar a Naughty Dog en abril de 2021. Al dividir sus responsabilidades como directores, Escayg se encargó de las cinemáticas. Gallant comentó que se sintió mucho más conectado con los temas del juego que durante la producción del original, ya que en el tiempo intermedio se convirtió en padre. Según Escayg, el equipo abordó el remake como «una carta de amor a nuestros admiradores, a la franquicia y a nosotros mismos como desarrolladores»; sentían una responsabilidad de preservar su esencia y calidad.: 0:56  Varios miembros del equipo creativo principal de The Last of Us Part I habían trabajado también en el juego original.

Originalmente se estaba desarrollando un modo multijugador de The Last of Us Part II. Newman y Margenau confirmaron su existencia en el Electronic Entertainment Expo de 2018. En septiembre de 2019, Druckmann y la codiseñadora principal Emilia Schatz indicaron que el juego se centraría exclusivamente en la experiencia de tipo un jugador; Naughty Dog emitió un comunicado confirmando la omisión y señalando que el desarrollo del modo multijugador continuaría de manera separada. Tras el lanzamiento de The Last of Us Part II en 2020, la empresa incrementó las contrataciones relacionadas al multijugador. En el Summer Game Fest de junio de 2022, Druckmann confirmó que el juego tendría un lanzamiento independiente y mostró el primer arte conceptual. Dijo que era «tan grande» como los juegos para un jugador de Naughty Dog y que presentaría nuevos personajes y una nueva ubicación en Estados Unidos, que se sospechó sería San Francisco según el arte mostrado. La producción estuvo a cargo de los codirectores Newman y Vinit Agarwal y el jefe narrativo Joseph Pettinati. La producción fue reducida en mayo de 2023, con muchos desarrolladores trasladados a otros proyectos, mientras Sony revaluaba la dirección del juego; a petición de Sony, la filial Bungie Studios evaluó el juego y puso en duda su capacidad para mantener el interés de los jugadores. Naughty Dog se dio cuenta de que tendría problemas para mantener al videojuego como un servicio a la par que desarrollaba Intergalactic: The Heretic Prophet. Kotaku informó que el juego estaba «prácticamente congelado» para octubre, tras despidos en Naughty Dog. En diciembre, la desarrolladora anunció que había cancelado el juego, titulado The Last of Us Online, señalando que su escala ambiciosa habría obligado al estudio a dedicar todos sus recursos a contenido poslanzamiento en lugar de a futuros juegos de un jugador.
Druckmann y Gross escribieron un esquema para una historia posterior a The Last of Us Part II en abril de 2021, pero señalaron que no estaba en desarrollo activo. Más tarde, Druckmann aclaró que el esquema era para una «pequeña historia» centrada en Tommy, en lugar de una secuela completa de The Last of Us Part II; consideraba que en algún momento sería publicada, posiblemente como un juego o una serie de televisión. En cuanto a una posible tercera entrega principal de la saga, Druckmann dijo en enero de 2023 que «todavía hay más historia por contar» y en abril confirmó que tenía un concepto para la misma, afirmando que «probablemente hay un capítulo más en esta historia». En marzo de 2025, Druckmann advirtió que no se debía «apostar a que habrá más de The Last of Us», señalando que la serie de televisión «podría ser el final». The Last of Us Complete —un paquete que incluye The Last of Us Part I y The Last of Us Part II Remastered— fue lanzado digitalmente el 10 de abril de 2025, con una edición coleccionista física programada para el 10 de julio, que incluiría una caja SteelBook, pósteres y The Last of Us: American Dreams.

## Recepción
| Juego                             | Año                   | Metacritic    | OpenCritic |
| --------------------------------- | --------------------- | ------------- | ---------- |
| The Last of Us                    | 2013 (PS3)            | 95/100        | —          |
| The Last of Us: Left Behind       | 2014 (PS3)            | 88/100        | —          |
| The Last of Us Remastered         | 2014 (PS4)            | 95/100        | 99%        |
| The Last of Us Part II            | 2020 (PS4)            | 93/100        | 95%        |
| The Last of Us Part I             | 2022 (PS5) 2023 (Win) | 89/100 59/100 | 76%        |
| The Last of Us Part II Remastered | 2024 (PS5) 2025 (Win) | 90/100 89/100 | 90%        |

El primer juego recibió «aclamación universal», según el agregador de reseñas Metacritic; es el séptimo juego mejor valorado de la PlayStation 3, mientras que la versión The Last of Us Remastered es el cuarto mejor valorado de la PlayStation 4. Apareció en varias listas de los mejores juegos de 2013 y recibió los máximos honores en los premios Annie, los premios British Academy Video Games, los premios D.I.C.E. y los premios Game Developers Choice. Se le considera uno de los videojuegos más importantes de la séptima generación de videoconsolas y uno de los mejores de todos los tiempos. The Last of Us Part II recibió también «aclamación universal» según Metacritic; es el sexto juego mejor valorado de la PlayStation 4 y The Last of Us Part II Remastered es el undécimo de la PlayStation 5. Ganó más de 320 premios al mejor juego del año, lo que varios medios calificaron como un récord, y ganó reconocimientos en los premios The Game, los premios GLAAD Media, los premios Golden Joystick y los premios Titanium. Según Metacritic, The Last of Us: Left Behind y la versión para la PlayStation 5 de The Last of Us Part I obtuvieron críticas «generalmente favorables», mientras que la versión para Windows de The Last of Us Part I fue el juego de Naughty Dog con peor puntuación, con críticas «mixtas o promedio».
Los juegos de The Last of Us han sido elogiados por sus historias. Colin Moriarty, de IGN, destacó que era uno de los aspectos más sobresalientes del primer juego, y David Meikleham, de PlayStation Official Magazine (OPM), escribió que el ritmo narrativo contribuía al impacto de la historia. Tom Mc Shea, de GameSpot, encontró que la historia de The Last of Us: Left Behind era reveladora, y Henry Gilbert, de GamesRadar, la describió como «intensamente dramática, trágica, divertida e incluso conmovedora». En cuanto a The Last of Us Part II, Andy McNamara, de Game Informer, opinó que los escritores transmitieron los temas «con matices cuidadosos y una emoción sin concesiones», y Sammy Barker, de Push Square, elogió especialmente el uso de analepses y narrativas entrelazadas. Por el contrario, Alex Avard, de GamesRadar+, sintió que la narrativa perdía fuerza al intentar cerrar todos los hilos argumentales, mientras que Maddy Myers, de Polygon, y Riley MacLeod, de Kotaku, criticaron que el juego insistía en transmitir sus temas sin permitir al jugador tomar decisiones. Druckmann recibió varios premios por su trabajo como guionista en la saga, incluidos dos premios D.I.C.E., además de reconocimientos en los premios Game Developers Choice, los premios SXSW Gaming y los premios WGA.
Los críticos elogiaron a los personajes de la serie. La relación entre Joel y Ellie en el primer juego fue aclamada; Matt Helgeson, de Game Informer, la consideró identificable y conmovedora, y David Meikleham, de OPM, los consideró los mejores personajes de cualquier juego de la PlayStation 3. Se dirigieron elogios a la relación entre Ellie y Riley en The Last of Us Left Behind, así como a la relación entre Ellie y Dina en  The Last of Us Part II. Kirk McKeand, de VG247, describió a cada personaje de The Last of Us Part II como «complejo y humano», y Chris Carter, de Destructoid, sintió empatía por los personajes principales. Las interpretaciones del elenco fueron altamente elogiadas, en particular las de Troy Baker como Joel, Ashley Johnson como Ellie y Laura Bailey como Abby: por The Last of Us, Baker ganó el premio al mejor actor de voz en los premios Spike VGX y Johnson ganó el premio D.I.C.E. a la mejor interpretación. Por The Last of Us y The Last of Us Left Behind, Johnson ganó dos galardones consecutivos de los premios BAFTA de videojuegos en la categoría de mejor intérprete, también fue nominada para dicho premio por The Last of Us Part II pero perdió ante Bailey por su interpretación de Abby; Bailey ganó el premio a la mejor interpretación en los premios The Game de 2020, también derrotando a Johnson.
Los críticos consideraron en gran medida que The Last of Us, The Last of Us Part II y The Last of Us Part I eran referentes visuales para la PlayStation 3, la PlayStation 4 y la PlayStation 5, respectivamente. El diseño artístico del primer juego fue calificado como «sobresaliente» por Andy Kelly, de Computer and Video Games, y como «impresionante» por Oli Welsh, de Eurogamer. Keza MacDonald, de The Guardian, describió los gráficos de The Last of Us Part II como «meticulosos y asombrosos». Jonathon Dornbush, de IGN, valoró la capacidad del mundo juego para contar historias adicionales. Andrew Webster, de The Verge, comparó los gráficos mejorados de The Last of Us Part I con superproducciones modernas, y Josh Tolentino, de Siliconera, escribió que coincidía con su recuerdo del original. El primer juego ganó el premio D.I.C.E. a la mejor dirección de arte y The Last of Us Part II ganó el premio al mejor diseño visual en los premios Golden Joystick de 2020; ambos juegos fueron nominados en los premios BAFTA de videojuegos por mejor arte y al premio al mejor arte visual por los premios Game Developers Choice. The Last of Us Part I ganó el premio a los mejores efectos visuales en los premios Visual Effects Society de 2022. La versión para Windows de The Last of Us Part I fue criticada por su optimización, requisitos del sistema y problemas de rendimiento.
Muchos críticos consideraron que el combate del primer juego era una diferencia refrescante respecto a otros títulos. Helgeson, de Game Informer, apreció la vulnerabilidad durante las peleas, e IGN, a través de Moriarty, sintió que el sistema de creación de objetos ayudaba al combate, contribuyendo al valor emocional de la narrativa al hacer que los enemigos parecieran «humanos». Stace Harman, de Eurogamer, elogió la capacidad de The Last of Us Left Behind para vincular la jugabilidad con la historia, aunque una secuencia de juego cercana al final recibió algunas críticas por parecer antinatural y forzada. Avard, de GamesRadar+, consideró que las nuevas mecánicas de juego de The Last of Us Part II representaban un nivel de cuidado y autenticidad que demostraba el compromiso de Naughty Dog. Michael Leri, de GameRevolution, elogió la coherencia entre la jugabilidad y la narrativa, así como la capacidad de la jugabilidad para generar empatía. Las mejoras en la jugabilidad de The Last of Us Part I fueron elogiadas por su realismo e intensidad; algunos críticos consideraron que el combate no se comparaba con el de The Last of Us Part II, aunque reconocieron que representaba una mejora considerable respecto al juego original. The Last of Us ganó el premio Game Developers Choice al mejor diseño, mientras que la secuela fue nominada en esa misma categoría. Ambos juegos fueron nominados al premio BAFTA Games por mejor diseño de juego, mientras que The Last of Us Part II ganó el premio inaugural a la innovación en accesibilidad de los premios The Game de 2020.

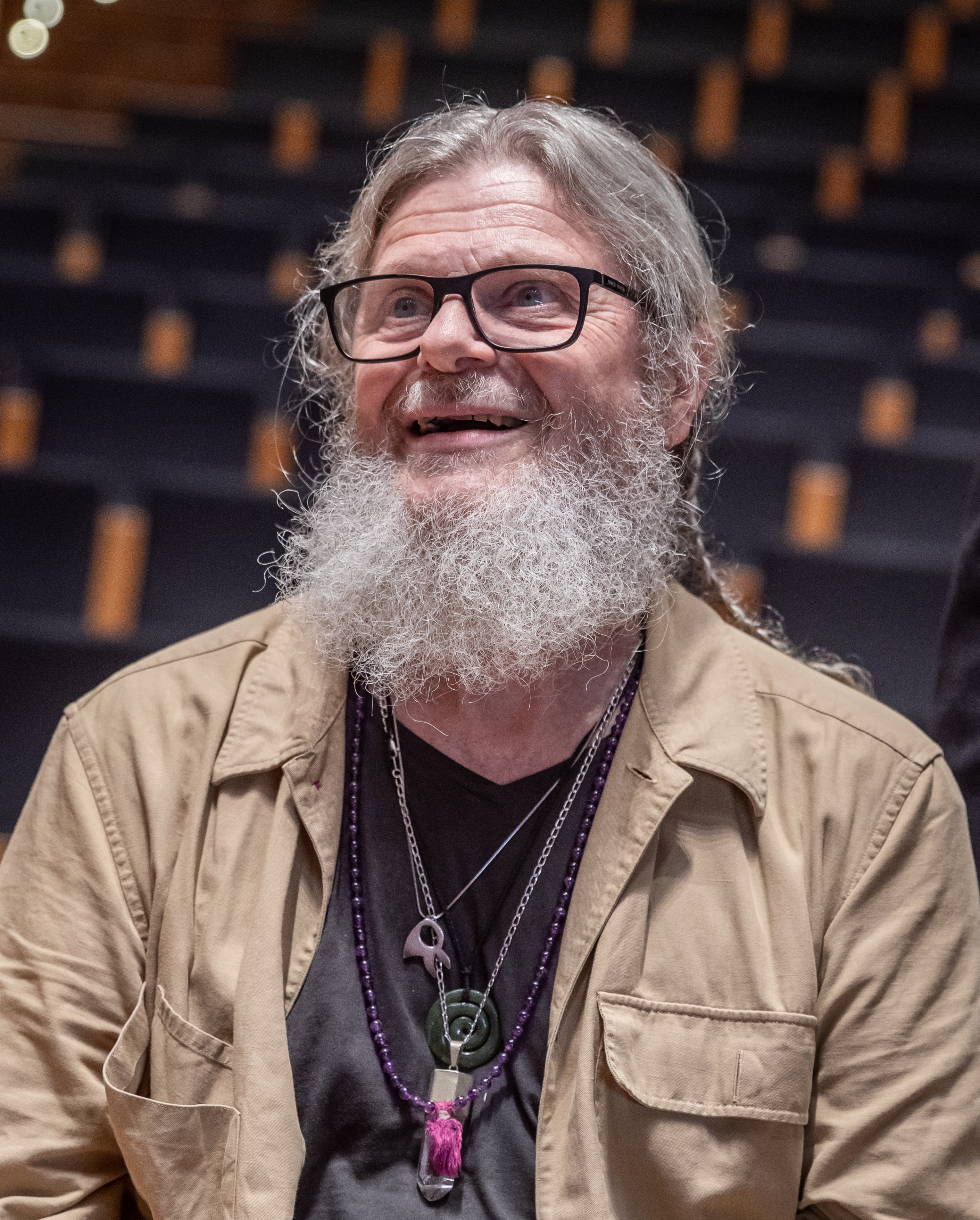
El trabajo del compositor Gustavo Santaolalla en ambos juegos fue elogiado y premiado por realzar las narrativas.

El uso del sonido fue elogiado por su impacto inquietante en la jugabilidad; Welsh, de Eurogamer, consideró que el diseño sonoro del primer juego era significativamente mejor que el de otros títulos, y Rob Zacny, de Vice, afirmó que el diseño de audio de The Last of Us Part II hacía que los entornos se sintieran más realistas de una forma que los elementos visuales, en ocasiones, no lograban. El uso de audio 3D en The Last of Us Part I llevó a algunos críticos a jugar sin sonido o sin auriculares; Avard, de GamesRadar+, consideró que eso hacía que los infectados fueran más aterradores. El primer juego ganó premios por su diseño sonoro en los premios BAFTA Games, los premios D.I.C.E., los premios Game Audio Network Guild  y los premios SXSW Gaming; la secuela ganó galardones en los premios Game Audio Network Guild y los premios Golden Joystick, con nominaciones en varios otros certámenes. La banda sonora compuesta por Gustavo Santaolalla para ambos juegos fue descrita como «inquietante» por algunos críticos; James Stephanie Sterling, de Destructoid, consideró que complementaba la jugabilidad del primer juego, y Dornbush, de IGN, la encontró conmovedora en el segundo. El primero ganó el premio a la mejor banda sonora en los premios SXSW Gaming y el segundo ganó el premio a la mejor banda sonora original en los premios Titanium; ambos juegos recibieron nominaciones musicales en los premios BAFTA Games, los premios Game Audio Network Guild y los premios New York Game.
La serie ha recibido elogios por su representación de personajes femeninos y LGBT. Jason Killingsworth, de Edge, consideró refrescante la ausencia de personajes femeninos sexualizados en el primer juego, y Ellie Gibson, de Eurogamer, elogió a Ellie como «a veces fuerte, a veces vulnerable, pero nunca un cliché». Sam Einhorn, de GayGamer.net, opinó que la revelación sobre la sexualidad de Bill «añadía matices a su personaje sin convertirlo realmente en un símbolo de inclusión», mientras que organización estadounidense GLAAD nombró a Bill como uno de los «personajes LGBT nuevos más intrigantes» del año. El beso compartido entre Ellie y Riley en The Last of Us Left Behind fue descrito como «un momento revolucionario» y «algo importante» por Kirk Hamilton, de Kotaku, y como «hermoso, natural y divertido» por Keza MacDonald, de IGN. Algunos miembros de la comunidad transgénero expresaron su desacuerdo con la representación de Lev en The Last of Us Part II, un personaje secundario transgénero; las críticas se centraron en el uso de su nombre pasado por parte de los villanos, en que el personaje fue creado por escritores cisgénero y en la utilización de historias trans como tragedias. Stacey Henly, de VG247, respondió que el uso del nombre pasado de Lev se utiliza con moderación y que Ian Alexander, un actor transgénero, dio voz y captura de movimiento al personaje; Waverly, de Paste, elogió la decisión de que Lev fuera interpretado por un actor transgénero, pero consideró que había un exceso de énfasis en su identidad de género y en el sufrimiento que le provoca.
The Last of Us es uno de los videojuegos más vendidos de la PlayStation 3, con The Last of Us Remastered y The Last of Us Part II entre los más vendidos de la PlayStation 4. El primer juego vendió más de 1,3 millones de unidades en siete días y 3,4 millones en tres semanas, convirtiéndose en el lanzamiento más exitoso de un nuevo videojuego original desde L.A. Noire en 2011. Fue el décimo juego más vendido de 2013. Para abril de 2018, The Last of Us y The Last of Us Remastered habían vendido un total de 17 millones de copias. The Last of Us Part II vendió más de cuatro millones de copias en todo el mundo durante su fin de semana de lanzamiento, convirtiéndose en el exclusivo de la PlayStation 4 de venta más rápida, superando los 3,3 millones de Spider-Man y los 3,1 millones de God of War en ese mismo período. Para junio de 2022, The Last of Us Part II había vendido más de diez millones de copias en todo el mundo. En diciembre de 2022, la franquicia había vendido más de 37 millones de copias.